# 西山雄作
西山 雄作（にしやま ゆうさく）は、日本の実業家。

## 作品

### 作詞・作曲
エルフロート
- 時折マーメイド（オリコンデイリー1位[1]、ウィークリー12位[2]）
- 等身大ユートピュア（オリコンデイリー1位[3]、ウィークリー17位[4]）

ダイヤモンドルフィー
- ダイヤモンドリーマー（オリコンデイリー1位、ウィークリー8位[5]）